# 联合国安全理事会第84号决议
聯合國安全理事會於1950年7月7日通過84號決議文。由美國常駐聯合國代表提交議案，當日獲得通過。此决议作为联合国军成立的法理依据。

## 主要內容
1. 認定朝鮮人民軍對大韓民國之武裝攻擊構成對和平之破壞。
2. 建議聯合國會員國對大韓民國提供擊退此攻擊，使該地區回歸安全與和平的過程中必要的支援。
3. 建議所有提供軍隊及其他援助的會員國，將此項軍隊及其他援助提供給美利堅合眾國主持的聯合司令部（a unified command under the United States of America）。
4. 要求美國指派此支部隊的指揮官。
5. 授權聯合司令部在對抗朝鮮人民軍時，依照需要可將聯合國旗幟和各國國旗同時使用。
6. 要求美國向安理會提供有關聯合司令部軍事行動的報告。

## 投票结果
時任聯合國秘书长為挪威人特吕格韦·赖伊，投票结果如下：
- 贊成：大不列颠及北爱尔兰联合王国、中华民国、古巴共和国、厄瓜多尔共和国、法兰西共和國、挪威王国、美利坚合众国；
- 棄權：埃及王國、印度共和国、南斯拉夫社會主義聯邦共和國[1]。
- 缺席：蘇聯[1]。擁有一票否決權的蘇聯稱為了支持中华人民共和国中央人民政府而非中華民國擁有安理會的中国席次一事以致自1950年起缺席抗议至1950年8月[2]。

## 法理問題
《联合国宪章》第七章提出联合国對於和平之威脅和平之破壞及侵略行為应恢復國際和平及安全，根据第42、46、48条得以采取空海陆军行动。但是联合国宪章中并未提及联合国可以授权会员国采取军事行动。联合国安理会授权联合国军统一司令部使用联合国旗帜，实际上联合国军由美国等共16個國家主导。
2010年6月25日起，联合国曾多次在其官网和官方新浪微博中称：“由安理会第84号决议授权成立的国际部队并不是联合国维持和平行动。这支部队并不是在秘书长的权力之下，而是在美国的统一指挥下。关于其在战斗时期中行动的报告并未提交给联合国的任何机构。这是在苏联为抗议中国的代表权问题而缺席安理会时采取的一个强制行动。1950年10月19日，中国志愿军开始与北朝鲜并肩作战，抗击‘联合国军’。1975年，联大通过第3390号决议，要求解散‘联合国军司令部’。”但联合国军战斗时期中行动的报告曾提交过联合国安理会。